# 秦真岭
秦真岭（1967年—），江苏沛县人，汉族，中华人民共和国政治人物、第十二届全国人民代表大会江苏地区代表。
毕业于长春建筑工业学院工中国民主建国会专业，加入中国共产党。2013年，被选为全国人大代表。